# Ilira
Ilira Gashi (ur. 29 października 1994 w Brienz), występująca po prostu jako Ilira (zapis stylizowany: ILIRA) – szwajcarska piosenkarka i autorka tekstów piosenek. W 2018 roku podpisała kontrakt z wytwórnią Four Music i wydała swój debiutancki singiel „Whisper My Name”.

## Wczesne lata
Ilira Gashi urodziła się w Brienz w 24 października 1994 roku rodzinie albańskich Kosowian. Jej ojciec jest Albańczykiem i Kosowianinem, a matka Albanką z Tirany.

## Kariera muzyczna

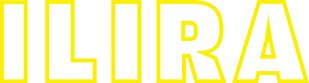
Oficjalne logo Iliry

Ilira zaczęła śpiewać w szkole podstawowej. Będąc nastolatką występowała w szwajcarskiej i albańskiej telewizji. W 2011 roku Ilira i jej dawny zespół The Colors wzięli udział w szwajcarskim programie Die grosse Entscheidungs Show, który miał na celu wybór reprezentanta Szwajcarii w 56. Konkursie Piosenki Eurowizji. Ich piosenka „Home" zakończyła rywalizację na trzecim miejscu selekcji. Ilira później przeniosła się do Berlina i podpisała kontrakt z Sony/ATV Music Publishing.
W 2018 roku podpisała kontrakt z Four Music i 24 sierpnia wydała swój debiutancki singiel pt. „Whisper My Name”. Jej pierwszym singlem, który dotarł na listy notowań był utworzony przy współpracy z Alle Farbenem utwór „Fading”. Utwór wówczas znalazł się na 16 miejscu w niemieckiej liście notowań i na 1 miejscu niemieckiej listy notowań Airplay, na której utrzymał się cztery tygodnie. W tym samym roku wydała drugi singiel pt. „Get Of My D!ck”, który znalazł się na playliście Viral Top 50 U.S. w serwisie streamingowym Spotify oraz dotarł na 47. miejsce listy AirPlay – Top najczęściej odtwarzanych utworów w polskich rozgłośniach radiowych.
W 2019 roku wydała cztery single, czyli „Do It Yourself”, „Diablo” (w duecie z hiszpańskim piosenkarzem Juanem Magánem), „Pay Me Back!” i „Extra Fr!es”.
W 2020 poszerzyła swój repertuar o singiel „Royalty”, „Lose you” (w duecie z Tiësto), „Ladida” (jako owoc współpracy z Crispie) oraz „Easy”. Kolejnie, wraz z artystami Tomcraft oraz Moguai nagrała utwór pod tytułem „Happiness”. W październiku 2020 roku wydała także utwór „Eat My Brain”.

## Dyskografia

### Single

#### Jako główna artystka
| Rok | Tytuł                                         | Najwyższe pozycje na listach | Najwyższe pozycje na listach | Najwyższe pozycje na listach | Najwyższe pozycje na listach | Najwyższe pozycje na listach | Najwyższe pozycje na listach | Najwyższe pozycje na listach | Najwyższe pozycje na listach | Najwyższe pozycje na listach | Najwyższe pozycje na listach | Najwyższe pozycje na listach | Najwyższe pozycje na listach | Najwyższe pozycje na listach | Najwyższe pozycje na listach | Najwyższe pozycje na listach | Najwyższe pozycje na listach | Najwyższe pozycje na listach | Najwyższe pozycje na listach | Certyfikat                                                          | Sprzedaż                                      | Album                  |
| Rok | Tytuł                                         | SWI                          | AUT                          | BEL (Wa)                     | BLR                          | CZE                          | FRA                          | LUX                          | GER                          | POL                          | POL                          | RUS                          | RUS                          | SVK                          | UKR                          | UKR                          | HUN                          | WNP                          | WNP                          | Certyfikat                                                          | Sprzedaż                                      | Album                  |
| Rok | Tytuł                                         | SWI                          | AUT                          | BEL (Wa)                     | BLR                          | CZE                          | FRA                          | LUX                          | GER                          | AirPlay                      | AirPlay największe skoki     | Radio                        | All Media                    | SVK                          | Radio                        | All Media                    | HUN                          | Radio                        | All Media                    | Certyfikat                                                          | Sprzedaż                                      | Album                  |
| --- | --------------------------------------------- | ---------------------------- | ---------------------------- | ---------------------------- | ---------------------------- | ---------------------------- | ---------------------------- | ---------------------------- | ---------------------------- | ---------------------------- | ---------------------------- | ---------------------------- | ---------------------------- | ---------------------------- | ---------------------------- | ---------------------------- | ---------------------------- | ---------------------------- | ---------------------------- | ------------------------------------------------------------------- | --------------------------------------------- | ---------------------- |
| 2018 | „Whisper My Name”                             | –                            | –                            | –                            | –                            | –                            | –                            | –                            | –                            | –                            | –                            | –                            | –                            | –                            | –                            | –                            | –                            | –                            | –                            | brak                                                                | brak danych                                   | –                      |
| 2018 | „Fading” (oraz Alle Farben)                   | 17                           | 16                           | –                            | 261                          | 1                            | –                            | 5                            | 16                           | 2                            | 3                            | 74                           | 86                           | 2                            | 11                           | 24                           | 1                            | 61                           | 86                           | - AUT: złota płyta - POL: 2x platynowa płyta - SWI: platynowa płyta | - AUT: 30 000+ - POL: 100 000+ - SWI: 10 000+ | Sticker on My Suitcase |
| 2018 | „Get Of My D!ck”                              | –                            | –                            | –                            | –                            | –                            | –                            | –                            | –                            | 47                           | –                            | –                            | –                            | –                            | –                            | –                            | –                            | –                            | –                            | brak                                                                | brak danych                                   | –                      |
| 2019 | „Do It Yourself”                              | –                            | –                            | –                            | –                            | –                            | –                            | –                            | –                            | –                            | –                            | –                            | –                            | –                            | –                            | –                            | –                            | –                            | –                            | brak                                                                | brak danych                                   | –                      |
| 2019 | „Diablo” (z Juanem Magánem)                   | –                            | –                            | –                            | –                            | –                            | –                            | –                            | –                            | –                            | –                            | –                            | –                            | –                            | –                            | –                            | –                            | –                            | –                            | brak                                                                | brak danych                                   | –                      |
| 2019 | „Pay Me Back!"                                | –                            | –                            | –                            | –                            | –                            | –                            | –                            | –                            | 64                           | –                            | –                            | –                            | –                            | –                            | –                            | –                            | –                            | –                            | brak                                                                | brak danych                                   | –                      |
| 2019 | „Extra Fr!es”                                 | –                            | –                            | –                            | –                            | –                            | –                            | –                            | –                            | –                            | –                            | –                            | –                            | –                            | –                            | –                            | –                            | –                            | –                            | brak                                                                | brak danych                                   | –                      |
| 2020 | „Royalty”                                     | –                            | –                            | –                            | X                            | –                            | –                            | –                            | –                            | –                            | –                            | –                            | –                            | –                            | –                            | –                            | 9                            | –                            | –                            | brak                                                                | brak danych                                   | –                      |
| 2020 | „Fuck It, I Love It!”                         | –                            | –                            | –                            | X                            | –                            | –                            | –                            | –                            | –                            | –                            | –                            | –                            | –                            | –                            | –                            | –                            | –                            | –                            | brak                                                                | brak danych                                   | –                      |
| 2020 | „Ladida (My Heart Goes Boom)” (oraz Crispie)  | –                            | –                            | 33                           | X                            | –                            | 156                          | –                            | –                            | 5                            | –                            | –                            | –                            | –                            | –                            | –                            | 18                           | 244                          | –                            | brak                                                                | brak danych                                   | –                      |
| 2020 | „Easy”                                        | –                            | –                            | –                            | X                            | –                            | –                            | –                            | –                            | –                            | –                            | –                            | –                            | –                            | –                            | –                            | –                            | –                            | –                            | brak                                                                | brak danych                                   | –                      |
| 2020 | „Happiness” (oraz Tomcraft i MOGUAI)          | –                            | –                            | –                            | X                            | –                            | –                            | –                            | –                            | –                            | –                            | –                            | –                            | –                            | –                            | –                            | 1                            | –                            | –                            | brak                                                                | brak danych                                   | –                      |
| 2020 | „Eat My Brain”                                | –                            | –                            | –                            | X                            | –                            | –                            | –                            | –                            | –                            | –                            | –                            | –                            | –                            | –                            | –                            | –                            | –                            | –                            | brak                                                                | brak danych                                   | –                      |
| 2021 | „Anytime” (oraz Phil The Beat)                | –                            | –                            | –                            | X                            | –                            | –                            | –                            | –                            | –                            | –                            | –                            | –                            | –                            | –                            | –                            | –                            | –                            | –                            | brak                                                                | brak danych                                   | –                      |
| 2021 | „See You In Tears” (oraz Amber Van Day)       | –                            | –                            | –                            | X                            | –                            | –                            | –                            | –                            | –                            | –                            | –                            | –                            | –                            | –                            | –                            | –                            | –                            | –                            | brak                                                                | brak danych                                   | –                      |
| 2021 | „Dynamite” (oraz Vize)                        | –                            | 71                           | –                            | X                            | –                            | –                            | 38                           | 72                           | –                            | –                            | –                            | –                            | –                            | –                            | –                            | –                            | –                            | –                            | - AUT: złota płyta                                                  | - AUT: 30 000+                                | –                      |
| 2021 | „Can't Get You Out of My Head” (oraz Crispie) | –                            | –                            | –                            | X                            | –                            | –                            | –                            | –                            | –                            | –                            | –                            | –                            | –                            | –                            | –                            | –                            | –                            | –                            |                                                                     |                                               | –                      |
| 2021 | „Sushi” (oraz Moti)                           | –                            | –                            | –                            | X                            | –                            | –                            | –                            | –                            | –                            | –                            | –                            | –                            | –                            | –                            | –                            | –                            | –                            | –                            |                                                                     |                                               | –                      |
| 2021 | „Alien” (oraz Galantis i Lucas & Steve)       | –                            | –                            | –                            | X                            | –                            | –                            | –                            | –                            | 10                           | –                            | 1                            | –                            | –                            | –                            | –                            | –                            | 4                            | 74                           | - POL: złota płyta                                                  |                                               | –                      |
| 2021 | „Flowers”                                     | –                            | –                            | –                            | X                            | –                            | –                            | –                            | –                            | –                            | –                            | –                            | –                            | –                            | –                            | –                            | –                            | –                            | –                            |                                                                     |                                               | –                      |
| 2022 | „Another Heart”                               | –                            | –                            | –                            | X                            | –                            | –                            | –                            | –                            | –                            | –                            | –                            | –                            | –                            | –                            | –                            | –                            | –                            | –                            |                                                                     |                                               | –                      |
| 2022 | „Clean Break”                                 | –                            | –                            | –                            | X                            | –                            | –                            | –                            | –                            | –                            | –                            | –                            | –                            | –                            | –                            | –                            | –                            | –                            | –                            |                                                                     |                                               | –                      |
| „–” oznacza, że singel nie był notowany na danej liście. „X” oznacza, że lista przebojów nie istniała w danym okresie. |                                               |                              |                              |                              |                              |                              |                              |                              |                              |                              |                              |                              |                              |                              |                              |                              |                              |                              |                              |                                                                     |                                               |                        |

#### Z gościnnym udziałem
| Rok                                                      | Tytuł                                                              | Najwyższe pozycje na listach | Najwyższe pozycje na listach | Najwyższe pozycje na listach | Certyfikat         | Sprzedaż        | Album               |
| Rok                                                      | Tytuł                                                              | GER                          | US Dance                     | US Dance/Mix                 | Certyfikat         | Sprzedaż        | Album               |
| -------------------------------------------------------- | ------------------------------------------------------------------ | ---------------------------- | ---------------------------- | ---------------------------- | ------------------ | --------------- | ------------------- |
| 2016                                                     | „Stay High” (Jumpa i Bad Paris, gościnnie: Ilira)                  | –                            | –                            | –                            | brak               | brak danych     | –                   |
| 2017                                                     | „Wasted” (Jumpa, gościnnie: Ilira)                                 | –                            | –                            | –                            | brak               | brak danych     | –                   |
| 2017                                                     | „Afterglow” (Jumpa, gościnnie: Ilira)                              | –                            | –                            | –                            | brak               | brak danych     | –                   |
| 2017                                                     | „Lost Without You” (James Carter, gościnnie: Ilira)                | –                            | –                            | –                            | brak               | brak danych     | –                   |
| 2017                                                     | „Ain't Growing Up” (Jumpa, gościnnie: Ilira)                       | –                            | –                            | –                            | brak               | brak danych     | –                   |
| 2018                                                     | „Level Up” (Jumpa, gościnnie: Ilira)                               | –                            | –                            | –                            | brak               | brak danych     | –                   |
| 2019                                                     | „Growing Up” (Funcc. oraz Tee Peters, gościnnie: Ilira i Epifania) | –                            | –                            | –                            | brak               | brak danych     | –                   |
| 2020                                                     | „Best of Us” (z uczestnikami projektu Wier)                        | 78                           | –                            | –                            | - GER: złota płyta | - GER: 200 000+ | –                   |
| 2020                                                     | „Lose You” (Tiësto, gościnnie Ilira)                               | –                            | 37                           | 2                            | brak               | brak danych     | The London Sessions |
| 2020                                                     | „Rule the World” (Gamper & Dadoni, gościnnie: Ilira)               | –                            | –                            | –                            | brak               | brak danych     | –                   |
| 2021                                                     | „Are You OK?” (Yves V oraz Dubdogz, gościnnie: Ilira)              | –                            | –                            | –                            | brak               | brak danych     | –                   |
| 2021                                                     | „Livin' Loud” (Vize, gościnnie: Ilira)                             | –                            | –                            | –                            | brak               | brak danych     | –                   |
| 2022                                                     | „Demons” (Cheat Codes, gościnnie: Ilira)                           | –                            | –                            | –                            | brak               | brak danych     | –                   |
| 2022                                                     | „Motivé” (Xen oraz Eaz, gościnnie: Ilira)                          | –                            | –                            | –                            | brak               | brak danych     | –                   |
| „–” oznacza, że singel nie był notowany na danej liście. |                                                                    |                              |                              |                              |                    |                 |                     |

## Nagrody
| Rok  | Nagroda                 | Kategoria                       | Praca             | Rezultat  | Źr.           |
| ---- | ----------------------- | ------------------------------- | ----------------- | --------- | ------------- |
| 2019 | MTV Europe Music Awards | Najlepszy szwajcarski wykonawca | Całokształt       | Nominacja | [ 77 ] [ 78 ] |
| 2019 | New Faces Awards        | Music                           | Całokształt       | Wygrana   | [ 79 ]        |
| 2019 | BreakTudo Awards        | International Debut Music Video | „Whisper My Name” | Nominacja | [ 80 ]        |